# Nazz
Nazz é uma banda de rock de garagem psicodélico, rock and roll e blues-rock, formada em 1967 nos Estados Unidos. Seus integrantes são Todd Rundgren (guitarra), Robert "Stewkey" Antoni (vocais e teclados), Carson Van Osten (baixo) e Thom Mooney (bateria). Segundo S. T. Erlewine do Allmusic, “havia muitos grupos que tiraram sua inspiração de Beatles e Rolling Stones, mas nenhum fora tão autoconsciente de sua reverência a eles quanto o Nazz"..."e muito de sua música homenageia com emoção o rock britânico, de The Kinks ao Cream, criando assim um precedente para dezenas de bandas pop norte-americanas que usassem guitarras, de Raspberries a Sloan". O site Starling complementa que, a julgar pela música em si, o Nazz unicamente surgiu com um propósito: o de provar que quatro jovens americanos poderiam reunir em sua fórmula o som da invasão britânica com o rock de Jimi Hendrix. Sua música mais conhecida é "Open My Eyes", de seu primeiro disco. O Musicscribe a considera precursora da energia do power pop. Outro som memorável é "Hello It's Me", que foi seu compacto de maior sucesso na época.

## História

### 1966-1967: Woody’s Truck Stop
Segundo a página no Allmusic, no final de maio do ano de 1966 os jovens Bob Radeloff (bateria) e Alan Miller (guitarra) resolveram montar uma banda. Começam suas atividades adicionando ao duo novos integrantes. Dentre estes estava o baixista Carson Van Osten, que era amigo de Miller nas aulas da Faculdade de Arte da Filadélfia. Suas influências eram a Paul Butterfield Blues Band e The Blues Project, assim como artistas de blues da Chess e de blues-rock britânico, como os  Yardbirds. O nome da banda, Woody’s Truck Stop, foi retirado do nome da loja de consertos de motocicletas abaixo de onde ensaiavam. Após diversas trocas de integrantes surge Todd Rundgren. Ao ver Rundgren tocar sua guitarra, Bob Radeloff se convence em adotar dois guitarristas para o grupo.
Com Rundgren fazem alguns shows e vão para a área de Boston. Miller e Rundgren começam a dividir sua direção musical, o primeiro desejando um grupo mais orientado ao blues e o segundo ao rock psicodélico. Em 7 de maio de 1967 a banda toca com o The Blues Project na câmara municipal. Depois da audiência bombardeá-los com tortas, Rundgren decide sair e se concentrar em sua própria música; isso antes da gravação do primeiro álbum do Woody’s Truck Stop, homônimo, em 1969. Carson Van Osten também se retira antes das gravações para se dedicar aos estudos.

### 1967-1969:Nazz,Nazz Nazz
A partir da metade do ano de 1967, Todd Rundgren e Carson Van Osten se encontram em Filadélfia para formar o Nazz com o baterista Thom Mooney e com um vocalista e tecladista cujo apelido é Stawkey (mas chama-se Robert Antoni). O nome do grupo deriva de uma canção obscura dos Yardbirds, "The Nazz Are Blue", como informa a página do site Sfloman, porém Stewkey afirma no Big Noise Songwriters & Composers que o nome deriva de uma frase de Lord Richard Buckley. De acordo com a biografia contida no site Aaeg, sua primeira atuação foi abrindo um concerto da banda The Doors no Philadelphia’s Town Hall em julho. O Allmusic diz que em setembro o grupo recebeu algum suporte financeiro da loja de discos Bartoff & Warfield, que os colocam em contato com os empresários de Nova Iorque John Kurland e Mike Friedman, assinando, no verão de 1968, com a Screen Gems Company (sigla SGC) da Columbia Records (cujos discos são distribuídos pela Atlantic / Atco); segundo o Big Noise Songwriters & Composers, responsável pelo catálogo oficial da banda.
O primeiro disco, Nazz, é lançado em outubro e contém o primeiro single deles, contendo "Open My Eyes", que atinge a posição #112 das cartas e "Hello It's Me". O Allmusic diz que "Hello It's Me" seria posteriormente regravada como um dos maiores sucessos da carreira de Rundgren, porém a versão original atingiu apenas a posição #71 devido a problemas de má gestão. O fato é que Kurland queria que o Nazz fosse uma banda pop de guitarra para adolescentes, ajudando-os a se vestir e impedindo que tocassem regularmente. Era crença que a falta de performances aumentaria a demanda para o grupo. E depois os gestores queriam que o Nazz tocasse apenas para grandes públicos, o que era praticamente impossível para uma banda desconhecida, não testada e com um recém-lançado álbum solo. Como resultado disto, muito da publicidade do grupo limitou-se a alguns artigos em revistas para adolescentes. Ironicamente muitos dos artigos enfatizavam as "eletrizantes performances ao vivo" da banda.
Embora com pouca visibilidade, o grupo teve boas críticas. Resolvem gravar o segundo disco na Inglaterra, mas problemas com documentação impediram a saída do grupo. Trabalharam então num ambicioso álbum com dois LPs, intitulado Bat Fungo, mas lançado oficialmente como Nazz Nazz, um disco com uma grande diversidades de estilos (Aaeg). Após as gravações, no processo de sua confecção, muito do material de Rundgren e com seu vocal, influenciado por Laura Nyro, ficou de fora; pois, segundo o Allmusic, "nem a gestão, nem seus companheiros de banda deram a Rundgren muito incentivo para cantar, e nem sua nova direção, introspectiva, foi calorosamente recebida pelos colegas. Diante de uma situação sem saída, Rundgren deixa o grupo pouco tempo depois e segue extensa carreira solo. E na turnê do verão de 1969, Van Oster também já havia os deixado". Osten se tornou cartunista dos estúdios Disney depois (Aaeg).

### 1969-1971:Nazz III, fim
A partir de fins de 1969 e até 1970 o Nazz é uma banda liderada por Stewkey. Para o próximo disco, Nazz III, com capa em negativo, o vocalista apaga os vocais gravados por Rundgren e os substitui pelos seus; porém, no Big Noise Songwriters & Composers, ele afirma que isto é "uma lenda urbana não baseada em fatos". O texto ainda complementa que o disco duplo, Fungo Bat, possuía material gravado com Todd Rundgren nos vocais e que a gravadora forçou Stewkey a cantar os temas. Stewkey gostou das músicas, porém ele e o baterista tiveram grande resistência em colocar este tipo de melodia no disco Nazz III porque não condizia com suas opiniões. Então o baterista Mooney deixa a banda, que chega a seu fim. No início de 1970 "Hello It's Me" chegaria a #66 nas paradas, como atesta a página da Billboard. O último disco, Nazz III, é lançado em 1971.

### 2002 e 2006: Lançamentos
1997 foi o ano do lançamento pela Rhino Records de uma coletânea com demos, takes alternativos e algumas músicas do Woody’s Truck Stop, conhecida por From Philadelphia; relançada em 2001 num CD duplo pela Air Mail Recordings. Em 2002 a Castle Music elabora uma coletânea dupla em CD com o nome de Open Our Eyes: The Anthology e os discos Nazz Nazz e Nazz III são reunidos em outro CD duplo chamado Nazz Nazz: Including Nazz III - The Fungo Bat Sessions em 2006, além de ter seu primeiro disco lançado na mesma época e contendo doze músicas extra.

## Discografia

### Álbuns de estúdio
- Nazz (1968) – SGC / Columbia Records
- Nazz Nazz (1969) – SGC / Columbia Records
- Nazz III (1971) – SGC / Columbia Records

### Coletâneas
- Best of Nazz (1984) – Rhino Records
- From Philadelphia (1997) – Rhino Records
- Open Our Eyes: The Anthology (2002) – Castle Music
- Nazz Nazz: Including Nazz III - The Fungo Bat Sessions (2006) – Castle Music